# Список Романовых в эмиграции

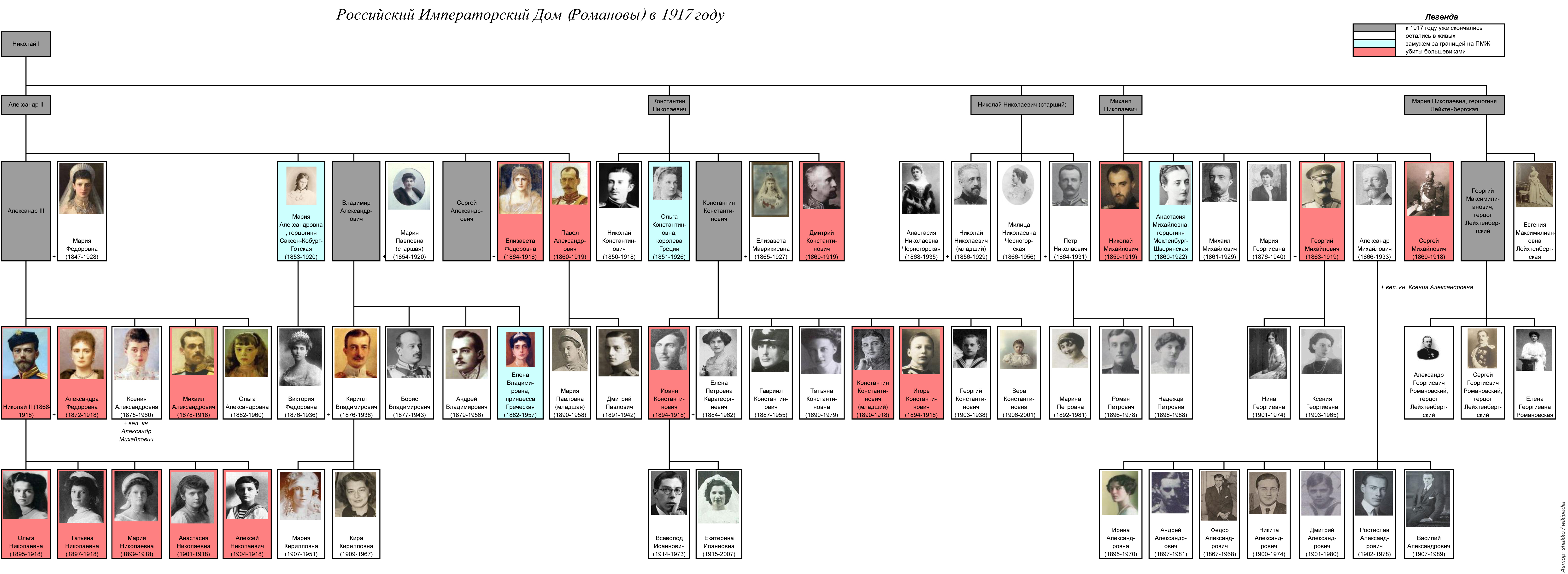
Российский Императорский Дом (1917)

Российский Императорский дом в изгнании, их супруги, в том числе морганатические, и дети, родившиеся до конца Гражданской войны (1920)

Список Романовых в эмиграции включает членов Императорского дома Романовых, родившихся до 1917 года () и эмигрировавших после революции, а также их детей.

## Алфавитный список
| # А Б В Г Д Е Ё Ж З И К Л М Н О П Р С Т У Ф Х Ц Ч Ш Щ Э Ю Я |

### А

#### Александр Михайлович
- Александр Михайлович (внук Николая I) (1866—1933) — великий князь

#### Александр Никитич
Александр Никитич Романов (4 ноября 1929, Париж — 21 сентября 2002, Лондон) — историк и предприниматель, являлся членом рода Романовых. Младший сын князя Никиты Александровича и княгини Марии Илларионовны, урождённой графини Воронцовой-Дашковой. Внук великого князя Александра Михайловича и великой княгини Ксении Александровны.
Детство Александра Никитича прошло в Великобритании, где семья жила у великой княгини Ксении Александровны. В 1938 году он принял британское гражданство. Во время начала Второй мировой войны семья Александра Никитича находилась в Париже. Не имея возможности вернуться в Лондон, Романовы отправились в Рим, а затем в Чехословакию. После начала наступления Красной Армии на Восточном фронте, из-за опасения, что они могут оказаться на занятой советскими войсками территории, семья Александра Никитича перебралась в Париж.
В 1945 году он вернулся в Великобританию, однако вскоре вместе с родителями эмигрировал в США, где закончил Колумбийский университет. В 1953 году вернулся в Великобританию и жил в доме свой бабушки великой княгини Ксении Александровны в Хэмптом-Коре, работая в Лондоне.
В 1961 году Александр Никитич посетил СССР, побывав в Москве и Ленинграде. После смерти великой княгини Ксении Александровны он переехал в Нью-Йорк, где занимался работой в рекламе, а также историческими исследованиями, проводя своё свободное время в городской библиотеке.
В 1979 году стал членом Объединения членов рода Романовых, возглавляемого сегодня князем Николаем Романовичем. В 1992 году участвовал во встрече семи князей рода Романовых в Париже.
18 июля 1971 года в Каннах женился на итальянской княгине Марии Иммакулате Вальгуарнере ди Нишеми (1931—2023). Перед венчанием невеста приняла православие. Супруги жили в Нью-Йорке и Лондоне.
Князь Александр Никитич Романов умер 21 сентября 2002 года в Лондоне. Тело князя было кремировано в Ричмондском крематории и захоронено в родовом склепе его жены в Палермо.

#### Александра Ростиславовна
- Романова, Александра Ростиславовна (род. 1983) — дочь Ростислава Ростиславовича

#### Алексей Андреевич
- Алексей Андреевич Романов (род. 27 апреля 1953, Сан-Франциско, США) — американский бизнесмен и фотограф, прямой потомок Дома Романовых[1]. Старший сын князя Андрея Андреевича Романова (1923—2021) и его первой супруги Елены Константиновны Дурневой (1927—1992).

Родился 27 апреля 1953 года в Сан-Франциско. Он является старшим сыном князя Андрея Андреевича и его первой жены Елены Константиновны Дурневой. В 1959 году его родители развелись. После развода родителей остался жить с матерью. В 1972 году закончил Saint Mary’s College High School, затем учился в университете в Беркли. В настоящее время Алексей Андреевич владеет собственной компанией, занимается фотографией и живёт в городе Окленд, штат Калифорния. С 1980 года является членом Объединения членов рода Романовых. С 28 ноября 2021 года — глава Дома Романовых и первый, кто исполняет представительские и церемониальные функции после 1917 года. Являлся почетным президентом Объединения членов рода Романовых (2021—2023), отказался от статуса в пользу младшего брата Андрей Андреевича, возглавлял с 2021 по 2024 год Высший монархический совет. Старший сын Андрея Андреевича Романова, крестный сын великого князя Василия Александровича.
19 сентября 1987 года женился на Зетте Лейси (род. 1956). Детей в браке нет.
Князь Алексей Андреевич не признаёт княгиню Марию Владимировну главой Дома Романовых. В свою очередь, Мария Владимировна не признаёт прав Алексея Андреевича на княжеский титул.

#### Алексис Михайловна
- Романова-Ильинская, Алексис Михайловна (род. 1994) — дочь Михаила Павловича Романова-Ильинского.

#### Анастасия Михайловна
- Анастасия Михайловна (1860—1922) — великая княжна, дочь великого князя Михаила Николаевича.

#### Анастасия Николаевна
- Анастасия Николаевна (великая княгиня) (1868—1935) — великая княгиня

#### Андрей Александрович
- Андрей Александрович (1897—1981) — князь императорской крови, сын великого князя Александра Михайловича

#### Андрей Андреевич
- Романов, Андрей Андреевич (1923—2021) — сын князя императорской крови Андрея Александровича.

#### Андрей Андреевич (Младший)
- Андрей Андреевич Романов (род. 20 февраля 1963, Сан-Франциско, США) — младший сын князя Андрея Андреевича и его второй супруги Кэтлин Норрис (1935—1967).

Андрей Андреевич младший родился 20 февраля 1963 года в Сан-Франциско и был назван в честь отца и деда. Он является младшим сыном Андрея Андреевича и его второй супруги княгини Кэтлин. Через свою мать приходится правнуком известной американской писательницы Кэтлин Томпсон Норрис (1880—1966) и её супруга, также известного писателя Гилмана Чарльза Норриса (1881—1945).
Окончил университет в Беркли, работает инженером-строителем. Является членом «Объединения рода Романовых». Впервые посетил Россию вместе с супругой в июле 1998 года, участвуя в церемонии захоронения останков императорской семьи. В сентябре 2006 года принял участие в траурных мероприятиях в связи с перезахоронением останков императрицы Марии Фёдоровны в Санкт-Петербурге. В настоящее время с семьёй живёт в Сан-Франциско.
12 июня 1989 года в Point Reyes Station, Калифорния женился на Элизабет Флорес (род. 25 апреля 1964). В браке родилась одна дочь:
- Наталья (род. 2 февраля 1993)

Андрей Андреевич не признаёт княгиню Марию Владимировну главой Дома Романовых. В свою очередь, Мария Владимировна не признаёт прав Андрея Андреевича на княжеский титул.

#### Андрей Владимирович
- Андрей Владимирович (великий князь) (1879—1956)

#### Анна Павловна
- Романова-Ильинская, Анна Павловна (в замужестве Глосинджер) (род. 1958) — дочь Павла Дмитриевича Романова-Ильинского.

### Б

#### Борис Владимирович
- Борис Владимирович (1877—1943) — великий князь

### В

#### Василий Александрович
- Василий Александрович (1907—1989) — князь императорской крови, сын великого князя Александра Михайловича

#### Вера Константиновна
- Вера Константиновна (1906—2001) — княжна императорской крови, дочь Константина Константиновича.

#### Виктория Дмитриевна
- Романова-Ильинская, Виктория Дмитриевна (род. 1983) — дочь Дмитрия Павловича Романова-Ильинского

#### Виктория Фёдоровна
- Виктория Фёдоровна (1876—1936) — великая княгиня

#### Владимир Кириллович
- Владимир Кириллович (1917—1992) — сын великого князя Кирилла Владимировича. Считал себя главой Дома Романовых в изгнании.

#### Всеволод Иоаннович
- Всеволод Иоаннович (1914—1973) — князь императорской крови

### Г

#### Гавриил Константинович
- Гавриил Константинович (1887—1955) — князь императорской крови, сын Константина Константиновича

#### Георгий Константинович
- Георгий Константинович (1903—1938) — князь императорской крови, сын Константина Константиновича

#### Георгий Михайлович
- Романов, Георгий Михайлович (род. 1981) — сын Марии Владимировны Романовой. Считает себя наследником титула главы Дома Романовых.

### Д

#### Джексон Дэниел
- Романов, Джексон Дэниел (Jackson Daniel) (род. 2009) — сын Дэниела Джозефа. Единственный признаваемый ОЧРР мужской наследник младше 1987 г.р.

#### Дмитрий Александрович
- Дмитрий Александрович (1901—1980) — князь императорской крови, сын великого князя Александра Михайловича

#### Дмитрий Павлович
- Дмитрий Павлович (1891—1942) — великий князь

#### Дмитрий Павлович (Младший)
- Романовский-Ильинский, Дмитрий Павлович (род. 1954) — сын Павла Дмитриевича Романова-Ильинского

#### Дмитрий Романович
- Романов, Дмитрий Романович (1926—2016) — сын князя императорской крови Романа Петровича

#### Дэниел Джозеф
- Романов, Дэниел Джозеф (Daniel Joseph) (род. 19 марта 1972, Чикаго, США) — американский финансист, потомок императорской династии Романовых. Младший сын князя Николая Ростиславовича Романова и Памелы Кузиновской, внук князя Ростислава Александровича и его второй супруги Элис Эйлкен (1923—1996).

Младший сын в семье князя Николая Ростиславовича Романова и его первой супруги Памелы Кузиновской (род. 1944). По материнской линии является потомком польских эмигрантов. После развода родителей в 1978 году вместе со старшим братом Николаем и младшей сестрой Хизер воспитывался матерью. Окончил James B. Conant High School в Чикаго, затем учился в Иллинойсском университете в Урбане-Шампейн, где получил степень магистра в области финансов. В настоящее время живёт в Чикаго, работая финансовым аналитиком в области управления активами и инвестициями.
10 апреля 2004 года в Гонолулу женился на американке корейского происхождения Су Ким (род. 06.06.1971). В браке родилось двое детей:
- Мэдисон (род. 9 июля 2007 Чикаго, США)
- Джексон Дэниел (род. 9 января 2009 Чикаго, США)

Является членом Объединения рода Романовых, однако не использует титул князя крови императорской.

### Е

#### Екатерина Дмитриевна
- Романова-Ильинская, Екатерина Дмитриевна (род. 1981) — дочь Павла Дмитриевича Романова-Ильинского

#### Екатерина Иоанновна
- Екатерина Иоанновна (1915—2007) — княжна императорской крови, дочь князя императорской крови Иоанна Константиновича

#### Елена Владимировна
- Елена Владимировна (1882—1957) — великая княгиня, дочь великого князя Владимира Александровича, принцесса Греческая и Датская

#### Елена Петровна
- Елена Петровна (1884—1962) — княгиня императорской крови, жена князя императорской крови Иоанна Константиновича

#### Елизавета Николаевна
- Елизавета Николаевна Романова (род. 7 августа 1956, Рим, Италия) — вторая дочь князя Николая Романовича, председателя Объединения членов рода Романовых с 1989 по 2014 годы, претендовавшего на главенство в Доме Романовых, и графини Свевы делла Герардески.

Родилась в Риме. По отцовской линии принадлежит к ветви «Николаевичи» Дома Романовых, а по материнской к известному итальянскому аристократическому роду, берущего своё начало с XI века. Работала в Красном Кресте, а затем ассистентом директора модно дома Валентино. После того как вышла замуж, посвятила себя семье и детям. С 1979 года является членом Объединения членов рода Романовых, идея создания которого принадлежит её деду — князю Роману Петровичу.
14 мая 1983 года в Сан-Винченцо вышла замуж за Мауро Боначини (род. 13.3.1950). В браке родилось двое детей:
- Николо Боначини (род. 4.1.1986) — 26 июля 2014 года в Риме женился на Джорджии Наполитано (род. 30.5.1984)
- София Боначини (род. 21.12.1987)

Супруг княгини Елизаветы Николаевны долгие годы работал в авиакомпании Alitalia, затем возглавил компанию Terme di San Casciano в Тоскане.

#### Елизавета Маврикиевна
- Елизавета Маврикиевна (1865—1927) — великая княгиня, жена великого князя Константина Константиновича

### И

#### Ирина Александровна
- Ирина Александровна Юсупова (1895—1970) — княжна императорской крови, дочь великого князя Александра Михайловича

### К

#### Карлайн
- Романова, Карлайн (Carline) (род. 2000) — дочь Николаса Кристофера

#### Кира Кирилловна
- Кира Кирилловна (1909—1967) — княжна императорской крови, дочь Великого князя Кирилла Владимировича, принцесса Германская и Прусская

#### Кирилл Владимирович
- Кирилл Владимирович, (1876—1938) — великий князь, внук Императора Александра II.

#### Кори Кристофер
- Романов, Кори Кристофер (Cory Christopher) (1994—1998) — сын Николаса Кристофера. После развода родителей остался жить с матерью. 4 января 1998 года был избит её новым парнем Ричардом Тиарксом и через два дня скончался от полученных травм[3].

#### Ксения Александровна
- Ксения Александровна (1875—1960) — великая княжна и княгиня, дочь Александра III, жена великого князя Александра Михайловича

#### Ксения Андреевна
- Романова, Ксения Андреевна (1919—2000) — дочь князя императорской крови Андрея Александровича

#### Ксения Георгиевна
- Ксения Георгиевна (1903—1965) — княжна императорской крови, дочь великого князя Георгия Михайловича

### Л

#### Лейла Дмитриевна
- Романова-Ильинская, Лейла Дмитриевна (род. 1986) — дочь Павла Дмитриевича Романова-Ильинского

### М

#### Марина Васильевна
- Марина Васильевна Романова (род. 22 мая 1940, Сан-Франциско, США) — представительница рода Романовых, дочь князя Василия Александровича (1907—1989) и княгини Натальи Александровны, урождённой Голицыной (1907—1989).

Родилась 22 мая 1940 года в Сан-Франциско, штат Калифорния. Она является дочерью князя Василия Александровича и княгини Натальи Александровны, урождённой Голицыной, внучка великого князя Александра Михайловича и великой княгини Ксении Александровны. Детство и юность провела на вилле своих родителей, примерно в тридцати километрах к югу от Сан-Франциско, где Василий Александрович и Наталья Александровна прожили всю жизнь, после переезда в США в начале 1930-х гг.. Долгие годы работала арт-директором. В 1967 году вышла замуж за Уильяма Бидлстона (род. 1938) и переехала в Нью-Йорк. После развода в начале 1980-х гг. Марина Васильевна переехала в Аспен, штат Колорадо. С 1980 года является членом Объединения членов рода Романовых, вторым председателем этой организации с 1980—1989 гг. был её отец. В настоящее время живёт в городе Аспен и занимается бизнесом. Марина Васильевна руководит компанией Marina R Beadleston Family LLC , которая производит материалы для ремонта домов.
8 января 1967 года в Вудсайде, штат Калифорния, вышла замуж за Уильяма Лоуренса Бидлстона (род. 1938). В браке родилось 4 детей:
- Татьяна Бидлстон (18 мая 1968) — в 1998 году вышла замуж за Чарльза Эрдмана (род. 1967). Имеет двоих сыновей — Александр (род. 1997) и Себастьян (род. 2001).
- Александра Бидлстон (19 мая 1970) — в 1996 году вышла замуж за Питера Блака (род. 1970). Имеет двух детей — Серена (род. 1997) и Фьюин (род. 1999).
- Николай Бидлстон (22 ноября 1971)
- Наталья Бидлстон (30 сентября 1976) — в 2003 году вышла замуж за Джона Пауля Стейнли. Имеет двоих детей — Марина (род. 2005) и Хайдан.

Марина Васильевна Романова титулуется княгиней крови императорской, однако это не признаётся «кирилловской» ветвью рода Романовых (потомками великого князя Кирилла Владимировича, объявившего себя «императором Всероссийским в изгнании» в 1924 году)

#### Марина Петровна
- Марина Петровна (1892—1981) — княжна императорской крови, дочь великого князя Петра Николаевича

#### Мария Александровна
- Мария Александровна (великая княгиня) (1853—1920), герцогиня Эдинбургская и Саксен-Кобург-Готская

#### Мария Владимировна
- Романова, Мария Владимировна (род. 1953) — дочь князя Владимира Кирилловича. Считает себя главой Дома Романовых.

#### Мария Георгиевна
- Мария Георгиевна (1876—1940) — великая княгиня, жена великого князя Георгия Михайловича

#### Мария Кирилловна
- Мария Кирилловна (1907—1951) — княжна императорской крови, дочь великого князя Кирилла Владимировича, княгиня Лейнингенская

#### Мария Павловна
- Мария Павловна Мекленбург-Шверинская (1853—1920) — великая княгиня, жена великого князя Владимира Александровича.

#### Мария Павловна (Младшая)
- Мария Павловна (1890—1958) — великая княгиня, дочь великого князя Павла Александровича

#### Мария Фёдоровна
- Мария Фёдоровна, вдовствующая императрица

#### Милица Николаевна
- Милица Николаевна (1866—1951) — великая княгиня, жена великого князя Петра Николаевича

#### Михаил Андреевич
- Романов, Михаил Андреевич (15 июля 1920, Версаль — 22 сентября 2008, Сидней) — сын кн. имп. кр. Андрея Александровича.

Князь Михаил Андреевич Романов родился 15 июля 1920 года в Версале в семье князя Андрея Александровича и княгини Елизаветы Фабрициевны, урождённой Сассо-Руффо (1887—1940). По линии бабушки, княгини Натальи Александровны Мещёрской, был также потомком графов Строгановых и баронов фон Фитингофов. Детство Михаила Андреевича прошло в доме его бабушки великой княгини Ксении Александровны в Виндзоре. Михаил Андреевич учился в Виндзорском королевском колледже, в 1942 году окончил Лондонский институт инженеров аэронавтики. Во время Второй мировой войны служил лейтенантом добровольческого резерва Воздушных сил флота Великобритании.
После окончания войны с Японией в 1945 году, Михаил Андреевич был отправлен в Австралию для демобилизации, где и остался на постоянное место жительство. В Австралии Михаил Андреевич работал инженером в авиационной индустрии, а также занимался бизнесом, владел фирмой по самолётному оборудованию. С 1980 года являлся членом Объединения членов рода Романовых, а после смерти в 2007 году князя Никиты Никитича, вплоть до своей смерти являлся вице-президентом этой организации. С 1980 года являлся членом Мальтийского ордена православных рыцарей Святого Иоанна Иерусалимского, а в октябре 2006 года был выбран в качестве протектора и великого приора Ордена. С 1992 года Михаил Андреевич являлся активным членов движения «Австралийцы за конституционную монархию» (АСМ).
Князь Михаил Андреевич был трижды женат. 24 февраля 1953 года женился на Джил Мерфи (р.1921). Супруги прожили всего 7 месяцев и развелись в сентябре 1953 года. 23 июля 1954 года женился на Ширли Краммонд (1916—1983).
Княгиня Ширли Романова родилась 4 марта 1916 года в Брисбене, в семье Гордона Крамонд и Доротеи Элизабет Чапман. Окончила балетную школу и даже выступала на сцене. Супруги вместе прожили 29 лет, воспитав двоих племянниц княгини Ширли, однако собственных детей у супругов не было. Скончалась 20 июня 1983 года в Сиднее от рака. После смерти супруги, Михаил Андреевич 14 июля 1993 года женился на Джулии Креспи (р. 1930), церемония венчания прошла в Петропавловском соборе города Сиднея.
Княгиня Джулия (Юлия) Романова родилась 7 марта 1930 года в Милане, в семье Джузеппе Мария Креспи и Беатричи Мартиненго. Ещё до войны, семья Креспи переехала в Австралию. В Сиднее Джулия окончила школу, а затем училась в университете Нового Южного Уэльса. От первого брака у княгини Джулии есть сын Даниил Креспи (р.1969). Впервые посетила родину мужа в 1998 году, участвуя в церемонии захоронения останков императорской семьи. В 2006 году вместе с Михаилом Андреевичем приезжала вновь в Санкт-Петербург во время перезахоронение праха императрицы Марии Фёдоровны. С 2011 года княгиня Джулия является почётным членом Объединения рода Романовых. После смерти мужа переехала в Лондон.
6 сентября 2008 года Михаил Андреевич упал с лестницы у себя дома в Double Bay в Сиднее. Вскоре после госпитализации в сиднейскую больницу St Vincent, у него случился сердечный приступ и поражение почки. 22 сентября Михаил Андреевич скончался. Отпевание состоялось 30 сентября 2008 года в Петропавловском соборе РПЦЗ в Сиднее. Похоронен на православной секции кладбища Ботани в Сиднее.
Михаил Андреевич Романов титуловался князем крови императорской, однако это не признавалось ветвью «кирилловичей» рода Романовых.

#### Михаил Михайлович
- Михаил Михайлович (1861—1929) — великий князь, сын великого князя Михаила Николаевича

- Романов, Михаил Михайлович (1959—2001) — сын Михаила Федоровича

#### Михаил Павлович
- Романов-Ильинский, Михаил Павлович (род. 1959) — сын Павла Дмитриевича Романова-Ильинского

#### Михаил Фёдорович
- Романов, Михаил Фёдорович (1924—2008) — сын кн. имп. крови Фёдора Александровича

#### Мэдисон
- Романова, Мэдисон (Madison) (род. 2007) — дочь Дэниела Джозефа

### Н

#### Надежда Дмитриевна
- Романова, Надежда Дмитриевна (1933—2002) — дочь кн. имп. крови Дмитрия Александровича

#### Надежда Петровна
- Надежда Петровна (1898—1988) — княжна императорской крови, дочь великого князя Петра Николаевича

#### Наталья Андреевна
- Романова, Наталья Андреевна (Natasha Kathleen) (род. 2 февраля 1993, Сан-Рафел (Калифорния), США) — единственная дочь князя Андрея Андреевича и Элизабет Флорес. Правнучка князя Андрея Александровича и его первой супруги княгини Елизаветы Фабрициевны, урождённой Сассо-Руффо.

Окончила Tamiscal High School и Novato High School в Калифорнии. В 2016 году получила звание магистра психологии в университете Санта-Круз (UCSC, University of California Santa Cruz). Впервые посетила Россию в 2006 году вместе с родителями, участвуя в церемонии перезахоронения императрицы Марии Фёдоровны.

#### Наталья Николаевна
- Наталья Николаевна Романова (род. 4 декабря 1952, Рим, Италия) — старшая дочь Николая Романовича Романова, председателя Объединения членов рода Романовых с 1989 по 2014 годы, претендовавшего на главенство в Доме Романовых. Принадлежит к ветви «Николаевичи» Дома Романовых.

Наталья Николаевна родилась 4 декабря 1952 в Риме. Она является старшей дочерью князя Николая Романовича Романова и его супруги, графини Свевы делла Герардеска. У Натальи Николаевны также есть две младшие сестры. По отцовской линии принадлежит к ветви «Николаевичи» Дома Романовых, а по материнской — к известному итальянскому аристократическому роду, берущего своё начало с XI века. До брака в 1973 году работала в различных местах, после чего всю жизнь посвятила семье и стала женой политика. С 1979 года является членом Объединения членов рода Романовых, идея создания которого принадлежит её деду — князю Роману Петровичу. Также в настоящее время входит в состав комитета. В 1998 году вместе с другими представителя Дома Романовых присутствовала на перезахоронении Императора Николая II, членов его семьи и слуг в Петропавловском соборе Санкт-Петербурга. В сентябре 2006 года также присутствовала на перезахоронении Императрицы Марии Федоровны в Петропавловском соборе.
30 апреля 1973 года в Сан-Винченцо вышла замуж за Джузеппе Консоло (род. 1948). С 2001 года, Джузеппе Консоло является депутатом Палаты депутатов Италии. В 1981 году вёл дело о покушении на Папу Римского Иоанна Павла II. В семье родилось двое детей.
- Энцо-Манфреди Консоло (1 января 1976 года — 1997 год). Старший сын в семье. Покончил с собой в 1997 году.
- Николетта Консоло (Романова) (род. 14 мая 1979 года). Известная итальянская актриса, использует девичью фамилию свой матери. Была названа в честь своего деда по материнской линии. Имеет 3 детей.

#### Никита Александрович
- Никита Александрович (1900—1974) — князь императорской крови, сын великого князя Александра Михайловича

#### Никита Никитич
- Романов, Никита Никитич (1923—2007) — сын. кн. имп. крови Никиты Александровича

#### Никита Ростиславович
- Никита Ростиславович (род. 24 января 1987, Лондон, Великобритания) — потомок императорской династии Романовых. Сын князя Ростислава Ростиславовича (1938—1999) и его второй супруги Кристин Ипсен (род. 1949).

Младший сын и третий ребёнок в семье князя Ростислава Ростиславовича и его второй супруги Кристин Ипсен, внук князя Ростислава Александровича и княгини Александры Павловны, урождённой Голицыной (1905—2006). Родился в Великобритании, после того как его родители вместе с детьми Александрой и Ростиславом переехали из США. Получил своё имя в честь двоюродного деда князя Никиты Александровича. Был крещён священником РПЦЗ протоиереем Иоанном Сыщенко (†1993). Впервые посетил Россию в 1998 году, участвуя вместе со своей семьёй в церемонии захоронения останков императора Николая II, императрицы Александры Фёдоровны, великих княжон Ольги, Татьяны, Анастасии и их приближённых. Окончил Нортумбрийский университет, сегодня живёт в Нью-Йорке, где работает в области рекламы.
С рождения является членом Объединения рода Романовых, где его отец являлся советником князя Николая Романовича. Участвовал в перезахоронении императорской семьи в 1998 году и императрицы Марии Фёдоровны в 2006 году. Титулуется князем крови императорской, однако этот титул не признаётся потомками великого князя Владимира Кирилловича.

#### Николай Николаевич (Младший)
- Николай Николаевич Младший (1856—1929) — великий князь, сын великого князя Николая Николаевича Старшего

#### Николай Романович
- Романов, Николай Романович (1922—2014) — сын князя императорской крови Романа Александровича

#### Николай Ростиславович
- Николай Ростиславович (9 сентября 1945, Чикаго — 9 ноября 2000, Лас-Вегас) — предприниматель, один из представителей рода Романовых, единственный сын князя Ростислава Александровича от его второго брака с Элис Бейкер Эйлкен.

Князь Николай Ростиславович Романов родился 9 сентября 1945 года в Чикаго. Он был единственным сыном князя Ростислава Александровича и его второй супруги Элис Бейкер Эйлкен (1923—1996), внук великого князя Александра Михайловича и великой княгини Ксении Александровны. В 1951 году родители Николая Ростиславовича развелись и он остался жить с матерью. В США занимался бизнесом и владел своей собственной почтовой фирмой. С 1994 года жил в Лас-Вегасе.
24 августа 1966 сочетался браком с Памелой Кузиновской (род. 7 июля 1944) в штате Иллинойс, США. Развелись в 1978 году. От этого брака имел двух сыновей и дочь:
- Николас Кристофер (род. 30 июля 1968, Иллинойс, США)
- Дэниел Джозеф (род. 19 марта 1972, Чикаго, США)
- Хизер Ноэль (род. 6 ноября 1976, Иллинойс, США)

Его потомки не являются православными.
После развода с первой супругой в 1994 году в Лас-Вегасе женился на Линн Лии Паннейро (род. 1948).
Князь Николай Ростиславович умер 9 ноября 2000 года в госпитале Лас-Вегаса, после того, как он попал в автоаварию. Похоронен в Лас-Вегасе.

#### Николас Кристофер
- Романов, Николас Кристофер (Nicholas Christopher) (род. 1968) — сын Николая Ростиславовича

В 1995 году женился на Лизе Марии Флоу (род. 1971). В браке родился один сын. Развелись в 1997 году. В 2001 году в Лас-Вегасе женился на Шерил Баффет. В браке родилось двое дочерей. Разведены.
- Кори Кристофер (5 декабря 1994 — 6 января 1998) — сын от первого брака.
- Карлайн (род. 5 апреля 2000 Сан-Диего, США)
- Шелли (род. 7 марта 2003 Сан-Диего, США)

#### Нина Георгиевна
- Нина Георгиевна (1901—1974) — княжна императорской крови, дочь великого князя Георгия Михайловича

### О

#### Ольга Александровна
- Ольга Александровна (1882—1960) — великая княжна, дочь Александра III.

#### Ольга Андреевна
- Романова, Ольга Андреевна (род. 1950) — дочь кн. имп. кр. Андрея Александровича

#### Ольга Константиновна
- Ольга Константиновна (1851—1926) — великая княжна, королева Греции

### П

#### Павел Дмитриевич
- Романов-Ильинский, Павел Дмитриевич (1928—2004) — сын великого князя Дмитрия Павловича

#### Павла Павловна
- Романова-Ильинская, Павла Павловна (в замужестве Комисэр) (род. 1956) — дочь Павла Дмитриевича Романова-Ильинского

#### Пётр Андреевич
- Романов, Пётр Андреевич (род. 21.11.1961, Сан-Франциско) — второй сын и первый от второго брака Андрея Андреевича Романова и его второй супруги Кэтлин Норрис (1935—1967).

Родился 21 ноября 1961 года в Сан-Франциско. С 1980 года работает автомехаником в округе Марин. 
2 мая 2009 года в округе Марин женился на Барбаре Юргенс (род. 1968); детей в браке нет.

#### Пётр Николаевич
- Пётр Николаевич (1864—1931) — великий князь, сын великого князя Николая Николаевича Старшего

### Р

#### Роман Петрович
- Роман Петрович (1896—1978) — князь императорской крови, сын великого князя Петра Николаевича

#### Ростислав Александрович
- Ростислав Александрович (1902—1978) — князь императорской крови, сын великого князя Александра Михайловича

#### Ростислав Ростиславович
- Романов, Ростислав Ростиславович (1938—1999) — сын кн. имп. крови Ростислава Александровича.

Родился в Чикаго 3 декабря 1938 года и там же провёл детство. Окончил академию Филлипса, а затем обучался бизнесу в Йельском и Чикагском университетах, в конечном итоге получив степень магистра. После этого работал в качестве вице-президента в компании Northern Trust. В 1985 году перебрался в Лондон, устроившись генеральным менеджером в местном отделении банка Лихтенштейна. 
Ростислав Ростиславович был одним из наиболее активных членов ОЧРР; в частности, именно он представлял семью во время ДНК-тестов екатеринбургских останков. В 1998 году приехал в Россию на их перезахоронение. После возвращения у Ростислава диагностировали редкое заболевание от пыли в Петропавловском соборе, он впал в кому и 7 января 1999 года скоропостижно скончался.

#### Ростислав Ростиславович (Младший)
- Романов, Ростислав Ростиславович (род. 1985) — сын Ростислава Ростиславовича

#### Ростислав Ростиславович (Третий)
- Романов, Ростислав Ростиславович (род. 2013) — сын Ростислава Ростиславовича (Младшего)[K 1], самый младший представитель рода Романовых по прямой мужской линии.

### С

#### Стефания Ростиславовна
- Романова, Стефания Ростиславовна (в замужестве Боггис) (род. 1963) — дочь Ростислава Ростиславовича

### Т

#### Татьяна Константиновна
- Татьяна Константиновна (1890—1979) — княжна императорской крови, дочь великого князя Константина Константиновича.

#### Татьяна Михайловна
- Романова, Татьяна Михайловна (род. 21.10 1986 г.) — дочь Михаила Михайловича. Родилась в Байонне (Франция). Приёмная дочь Михаила Фёдоровича с 20.03.1995 г.

#### Татьяна Николаевна
- Романова, Татьяна Николаевна (в замужестве Тиротти) (род. 1961) — дочь Николая Романовича

### Ф

#### Фёдор Александрович
- Фёдор Александрович (1898—1968) — князь императорской крови, сын великого князя Александра Михайловича

#### Фёдор Никитич
- Романов, Фёдор Никитич (1974—2007) — сын Никиты Никитича.

Родился 30 ноября 1974 года в Нью-Йорке. Окончил школу на Парк-Авеню, после чего изучал классические языки и историю Древнего Египта в Колумбийском и Брауновском университетах, получив степень магистра с отличием. После смерти отца находился в депрессии; 25 августа 2007 года покончил с собой, выбросившись из окна своего дома в Помпано-Бич.

### Х

#### Хизер Ноэль
- Романова, Хизер Ноэль (Heather Noelle) (род. 1976) — дочь Николая Ростиславовича

В 2006 году вышла замуж за Джозефа Мунао (род. 1976). Двое детей в браке:
- Джек Джозеф Мунао (род. 29 мая 2008 Чикаго, США)
- Александра Роза Мунао (род. 13 апреля 2010 Чикаго, США)

### Ш

#### Шелли
- Романова, Шелли (Chelly) (род. 2003) — дочь Николаса Кристофера.

### Родившиеся после революции

Российский Императорский дом в изгнании, их супруги, в том числе морганатические, и дети (2014)

### Ныне живущие

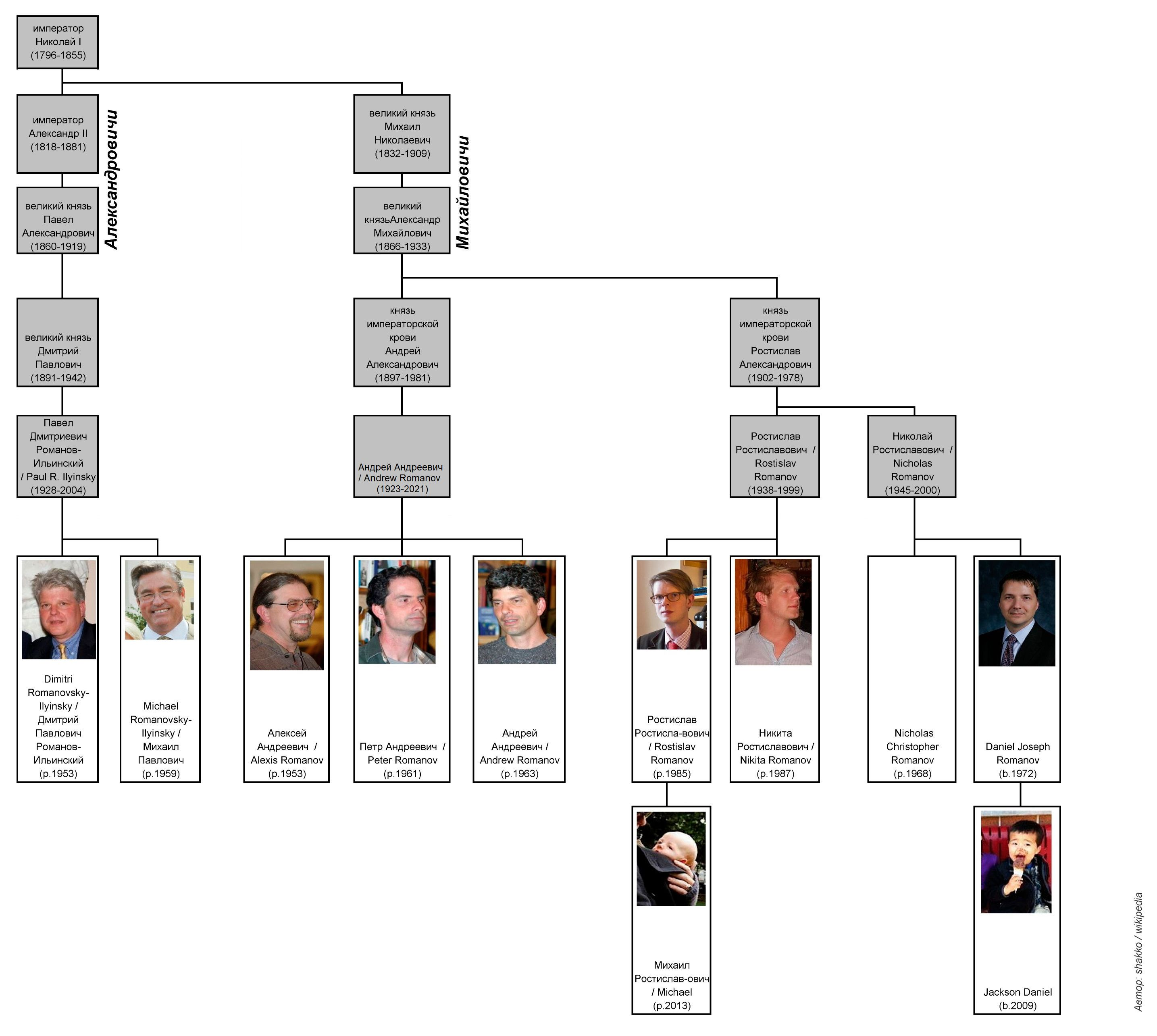
Ныне живущие Романовы мужского пола на 2021 год

## Другие списки

### Морганатическое потомство
Список включает только лиц от браков, заключенных до революции, и признанных морганатическими законодательством Империи. Лица, рожденные в эмиграции, в список не включаются.
- Белевский-Жуковский, Алексей Алексеевич (1871—1932) — внебрачный либо морганатический сын великого князя Алексея Александровича
- Искандер, Александр Николаевич (1887—1957)
- Брасов, Георгий Михайлович (1910—1931)

Багратионы-Мухранские
- Багратион-Мухранский, Теймураз Константинович (1912—1992) — сын княжны императорской крови Татьяны Константиновны
- Багратион-Мухранская, Наталья Константиновна (1914—1984) — дочь княжны императорской крови Татьяны Константиновны

Куликовские-Романовы
- Куликовский, Николай Александрович (1881—1958) — муж вел. кн. Ольги Александровны. Их дети:
  - Куликовский-Романов, Тихон Николаевич (1917—1993), его жена — Куликовская-Романова, Ольга Николаевна (1926—2020)
  - Куликовский, Гурий Николаевич (1919—1984)

Палей
- Палей, Ирина Павловна (1903—1990)
- Палей, Наталья Павловна (1905—1981)

Юрьевские
- Юрьевская, Ольга Александровна (1873—1925)
- Юрьевская, Екатерина Александровна (1878—1959)
- Юрьевский, Александр Георгиевич (1900—1988)
  - Юрьевский, Георгий Александрович (род. 1961)

### Морганатические супруги
После 1917
- 1917: Нестеровская, Антонина Рафаиловна (1890—1950) + князь императорской крови Гавриил Константинович (с 9 апреля 1917 года, первая жена)
- 1917: Орлов, Николай Владимирович (1891—1961) + княжна императорской крови Надежда Петровна (c 12 апреля 1917 года, Крым, до 1940, развод)
- 1917: Путятин, Сергей Михайлович (1861—1938) — второй муж великой княжны Марии Павловны (с сентября 1917 по 1923 год, развод)
- 1918: Елизавета Фабрициевна Сассо (1886—1940) + князь императорской крови Андрей Александрович — первая жена
- 1919: Рашевская, Зинаида Сергеевна (1898—1963) + Борис Владимирович (великий князь) (Генуя, 1919)
- 1912: Кшесинская, Матильда Феликсовна (1872—1971) + Андрей Владимирович (великий князь) (Канны, 1921)
- 1921: Короченцов, Александр Васильевич (1877—1922) + княжна императорской крови Татьяна Константиновна
- 1921: Шереметева, Прасковья Дмитриевна (1901—1980) + князь императорской крови Роман Петрович
- 1921: Уильям Лидс (William Bateman Leeds; 1902—1971) + княжна императорской крови Ксения Георгиевна (развод в 1930), первый муж
- 1922: Воронцова-Дашкова, Мария Илларионовна (1903—1997) + князь императорской крови Никита Александрович
- 1922: адмирал Периклис Иоаннидис (Περικλής Ιωαννίδης; 1881—1965) + вдовствующая великая княгиня Мария Георгиевна, урожденная принцесса Греческая и Датская. Второй брак
- 1922: Чавчавадзе, Павел Александрович (1899—1971) + княжна императорской крови Нина Георгиевна
- 1923: Ирина Павловна Палей (1903—1990), дочь великого князя Павла Александровича и княгини Ольги Валериановны Палей + князь императорской крови Фёдор Александрович (с 1923 по 1936, развод)
- 1925: Князь Карл III Лейнингенский (1898—1946) + княжна императорской крови Мария Кирилловна (равнородный брак)
- 1926: Одри Эмери (1904—1971) + великий князь Дмитрий Павлович (с 1926 по 1937 год, развод)
- 1927: Голицын, Александр Николаевич (1886—1974) + княжна императорской крови Марина Петровна
- 1928: Голицына, Александра Павловна (1905—2006) + князь императорской крови Ростислав Александрович. Развод 9 ноября 1944 года. Первая жена
- 1931: Голицына, Наталья Александровна (1907—1989) + князь императорской крови Василий Александрович
- 1931: Голенищева-Кутузова, Марина Сергеевна (1912—1969) + князь императорской крови Дмитрий Александрович. С 25 ноября 1931 года (Париж) до 1947 (развод), первая жена
- 1937: маркиз Нобиле Руджеро Фараче ди Виллафореста (1909—1970) + княжна императорской крови Екатерина Иоанновна
- 1938: принц Луи Фердинанд Прусский (1907—1994) + княжна императорской крови Кира Кирилловна (равнородный брак)
- 1939: Леди Мэри Лигон (Lady Mary Lygon; 1910—1982) + князь императорской крови Всеволод Иоаннович — с 31 мая 1939 года до 10 февраля 1956 года (развод) — первая жена
- 1942: Надин Сильвия Ада Макдугал (1908—2000) + князь императорской крови Андрей Александрович — вторая жена
- 1944: Элис Бейкер Эйлкен (Alice Eilken; 1923—1996) + князь императорской крови Ростислав Александрович, вторая жена. Развод в 1951
- 1946: Херман Джад (Herman Jud; 1911—1987) + княжна императорской крови Ксения Георгиевна, второй муж
- 1948: Багратион-Мухранская, Леонида Георгиевна (1914—2010) + князь Владимир Кириллович
- 1951: Ирина Ивановна Куракина (1903—1993) + князь императорской крови Гавриил Константинович, вторая жена
- 1954: Маргарет Чизхольм (Margaret Sheila MacKellar Chisholm; 1895—1969) + князь императорской крови Дмитрий Александрович, вторая жена
- 1954: Гедвига фон Шаппюи (Hedwig von Chappuis; 1905—1997) + князь императорской крови Ростислав Александрович. Третья жена.
- 1956: Эмилия де Гостоньи (Emilia de Gosztonyi; 1914—1993) + князь императорской крови Всеволод Иоаннович — с 28 марта 1956 года по 21 февраля 1961 года (развод), вторая жена
- 1961: Элизабет-Валли Кнуст (Valli Knust; 1930—2012) + князь императорской крови Всеволод Иоаннович. Третья жена

#### Доррит Ревентлов
Доррит (Феодора Алексеевна) Ревентлов (22 апреля 1942, Ресифи, Бразилия) — датская переводчица, благотворитель, меценат, общественный деятель, вдова князя Димитрия Романовича Романова.
Родилась 22 апреля 1942 года в городке Ресифи, Бразилия, в семье графа Эрика Реветлов (1903—1944) и Нины Бент Расмунсен (1912—1996). Доррит второй ребёнок в семье, её брат Георг родившийся в 1941 году прожил всего восемь лет и скончался в 1949 году в Дании. Принадлежит к старинному датскому роду графов Ревентлов, игравшему заметную роль при королевском дворе, особенно в период Великих реформ 1784—1800. Одна из датских королев Ольденбургской династии принадлежала именно к роду Ревентлов.
Отец Доррит скончался, когда ей было всего два года, поэтому в 1946 году семья вернулась на родину в Данию. Училась в частных школах в Дании и Швейцарии, где помимо португальского выучила английский, французский, итальянский и испанский языки. В 1961 году, после первого замужества переехала к супругу в Португалию, где в течение пятнадцати лет проработала банкетным и конференц-менеджером, а также директором пятизвездочного отеля. В 1976 году в Лиссабоне открыла собственную фирму по переводу. После смерти первого супруга в 1985 году вернулась в Данию, где работала представителем португальской фирмы по туризму, а также являлась председателем датско-бразильского общества. На этом посту княгиня Доррит смогла добиться увеличения членов общества, а также активно популяризировала португальский язык и культуру.
На одном из приёмов в 1991 году Доррит познакомилась с князем Димитрием Романовичем Романовым, в 1993 году в Костроме они обвенчались. Это был первый визит супругов Романовых в Россию. С 1993 года возглавляет собственную фирму по переводу «Translator Dorrit Romanoff & Assoc». В свободное время активно помогала супругу в его гуманитарной и благотворительной работе в России.
Брак и дети
В 1961 году вышла замуж за португальца дона Тельмо Жозе Коэло де Браганса (27.8.1925 — 28.09.1985). От этого брака родилась единственная дочь донна Сибила Мария Индиа Ревентлов (род. 24.3.1966), вышедшая замуж в 1998 году за Петера Энгаарда Педерсена (род. 12.9.1965), от этого брака родилось двое детей: Себастьян Лукас Ревентлов (род. 8.7.2001) и Анастасия София Зоуи Ревентлов (род. 1.1.2005).
28 июля 1993 года в Костроме обвенчалась с князем Димитрием Романовичем, тем самым став членом Дома Романовых. Перед венчанием княгиня Доррит приняла православие с именем Феодора Алексеевна.
Награды
- Кавалер ордена князя Даниила I (Королевский дом Черногории)[13]
- Кавалер ордена Заслуг (Португалия)
- Командор ордена Южного Креста (Бразилия)

#### Мария де Нишеми
Мария ди Нишеми (29.11.1931, Палермо, Королевство Италия — 29.09.2023, Нью-Йорк, США) — американский ювелир, дизайнер, меценат, бизнесмен итальянского происхождения, член рода Романовых, жена князя Александра Никитича Романова.
Родилась 29 ноября 1931 года в Палермо в старинной сицилийской семье принцев ди Нишеми. Этот древний сицилийский род берёт начало от королей Древней Готы. Основателем славного рода Вальгуарнера ди Нишеми являлся граф Guarnero di Empúries, который примерно в XIII веке переселился в Италию. Родителями княгини Марии были принц Коррадо Вальгуарнера, 9-й принц Нишеми, герцог делла Аренелла, принц Кастельнуова (1901—1966) и Маргарита Хирш. При крещении получила довольно длинное имя — Мария Иммакулата Розалия Эммануэла Стания Маргарита Вальгуарнера, однако в семье её звали просто Мими. В 1936 году в семье принцев ди Нишеми родилась ещё одна девочка — Маита, ныне являющаяся популярным американским писателем. У княгини Марии также был старший брат Джузеппе, который скончался в младенчестве.
В 1938 году, в связи с усилившимся фашистским диктатом в Италии, семья ди Нишеми перебралась в США. Живя в Филадельфии, юная Мария увлекалась рисованием. Каждую субботу она бегала в зоопарк, чтобы рисовать животных. Хотя её мать и не одобряла увлечений старшей дочери и мечтала, чтобы Мария поступила в Смитоновский колледж, она не стала препятствовать, когда Мария заявила, что попытается поступить в Philadelphia Museum School of Industry. Успешно поступив, Мария изучала черчение, технический рисунок, графику и вскоре открыла для себя, что больше всего ей нравится работать по металлу. Уже учась на втором курсе, она стала создавать небольшие украшения, которые быстро пришлись по вкусу окружающим.
После окончания университета Мария устроилась работать в частную ювелирную фирму, но затем в 1957 году уехала в Париж, чтобы повысить своё образование и навыки в школе прикладного искусства. Именно в Париже во время обеда с друзьями Мария познакомилась с князем Александром Никитичем, который в будущем станет её мужем.
Возвратившись в США, Мария недолгое время работала на фирму Эльзы Скиаппарелли, а затем на своего дядю, также ювелира Фулко де Вердура. В 1962 году Мария создала свою собственную ювелирную фирму Мария ди Н. а в 1968 году к ней пришёл поистине колоссальный успех. Фирма Марии выиграла одну из самых престижных наград в ювелирном бизнесе — Great Design in Costume Jewelry Award. Среди постоянных клиентов фирмы была бывшая первая леди Жаклин Кеннеди-Онассис. В конце 1960-х годов Мария вновь встретила князя Александра Никитича и на этот раз они решили пожениться.
23 февраля 1971 года в Нью-Йорке вышла замуж за князя Александра Никитича Романова, младшего сына князя Никиты Александровича и княгини Марии Илларионовны, урождённой графини Воронцовой-Дашковой, тем самым став членом рода Романовых. Церемония венчания состоялась 18 июля 1971 года в Каннах в храме Архангела Михаила, перед венчанием княгиня Мария приняла православие. Супруги жили в Лондоне и Нью-Йорке, детей в этом браке не было.
Впервые в жизни княгиня Мария посетила Россию в 1975 году как простой турист. В 2006 году она участвовала в церемонии перезахоронения останков императрицы Марии Фёдоровны в Санкт-Петербурге, а с 2011 года княгиня Мария являлась почётным членом «Объединения рода Романовых». Не забывала княгиня Мария и свои сицилийские корни. В 1987 году она вместе с сестрой передала фамильный дворец принцев ди Нишеми муниципалитету Палермо, в настоящее время в здании размещается городская администрация. В последние годы княгиня Мария попеременно жила в Лондоне и Нью-Йорке.

#### Одри Эмери
Анна Одри Эмери (англ. Anna Audrey Emery; 04.01.1904, Цинциннати, Огайо — 25.11.1971, Уэст-Палм-Бич, Флорида) — жена великого князя Дмитрия Павловича и грузинского князя Дмитрия Георгадзе, мать Павла Романова-Ильинского.
Младшая дочь миллионера Джона Джошуа Эмери и Лейлы Александер. У неё было две сестры, Александра и Лейла, и два брата, Томас Эмери и Джон Джошуа Эмери-младший.
Одри познакомилась с великим князем Дмитрием Павловичем в Париже. Вступила с ним в брак в 1926 году, приняв перед тем православие с именем Анна. Венчание состоялось в ноябре 1926 года, в православной церкви Биаррица. Однако, из-за незнания ею русского языка, религиозное воспитание молодой американки-миллионерши проходило через переводчика, так как русский священник не говорил по-английски. В годы замужества первоначально носила фамилию Ильинская. В 1935 году от великого князя Кирилла Владимировича, двоюродного брата Дмитрия, Анна получила титул светлейшей княгини Романовской-Ильинской. Брак был признан морганатическим.
В 1928 году Одри Эмери родила сына, который получил имя Павел в честь своего деда — великого князя Павла Александровича. Вскоре супруги разошлись, хотя официально брак был расторгнут лишь в 1937 году. После развода Одри лишилась своего титула.
Разведясь с Дмитрием в 1937 году, переехала с сыном во Францию и в том же году вышла замуж за грузинского князя Дмитрия Георгадзе (Джорджадзе). Но и этот брак закончился разводом. После этого она взяла свою девичью фамилию и значилась как г-жа Одри Эмери.
В 1940-х годах Одри жила в Южной Каролине, а затем переехала в Биарриц, Франция. На протяжении многих лет она владела несколькими домами в Палм-Бич, штат Флорида. В 1960-х Одри построила дом в Цинциннати, штат Огайо, куда она переехала, чтобы быть ближе к сыну и его семье.
Скончалась 25 ноября 1971 года в городке Палм-Бич в США, штате Флорида.

#### Свева делла Герардеска
Свева делла Герардеска (15 июля 1930, Тоскана, Италия) — представительница известного аристократического итальянского рода, член рода Романовых по браку, вдова князя Николая Романовича Романова, главы Дома Романовых (оспаривалось потомками великого князя Кирилла Владимировича)
Биография
Родилась 15 июля 1930 года в Тоскане вместе с братом близнецом Манфреди (1930—1955) в семье графа Вальфредо делла Герардески (1894—1953) и его супруги графини Николетты, урождённой ди Пиколетти (1898—1970). По отцовской линии принадлежит к известному итальянскому аристократическому роду графов делла Герардесок, известного ещё с X века и воспетого в известной поэме Данте «Божественная комедия». Через свою бабушку по материнской линии является потомком американского президента Мартина Ван Бюрена.
Детство княгини Свевы прошло на семейной ферме в пригороде Тосканы, где её отец занимался разведением скота и виноделием. Получила частное домашнее воспитание вместе с братом. Во время вечеринки в Риме в 1950 году познакомилась со своим будущим мужем князем Николаем Романовичем. С 1955 года вместе с мужем жила на семейной ферме, занималась воспитанием дочерей.
«Моему супругу пришлось взять на себя управление нашей большой семейной фермой в Тоскане. Представьте, наследник царского дома, никогда не занимавшийся сельским хозяйством, должен был превратиться в фермера, в настоящего крестьянина! Мы выращивали овощи, фрукты, делали вино. У нас были работники, а это значит, ответственность за них. Ох, какое сложное это было время… В Италии тогда были популярны „левые“, а мэр нашей коммуны был коммунистом! Он все время вставлял Николаю палки в колеса — масса запретов, денежные поборы. Когда дети выросли, а мы состарились, мы сказали себе: „Всё, выходим на пенсию“. Продали эту ферму и переехали в Швейцарию.».
С 1980 года супруги жили в Швейцарии в местечки Ружмон семь месяцев в году, остальное время - в Италии с дочерьми. Впервые посетила Россию в июне 1992 года, когда её супруг выступил переводчиком для бизнес-группы. Участвовала в церемонии перезахоронения останков императорской семьи и их приближённых в Петропавловском соборе в июле 1998 года, а в сентябре 2006 года присутствовала на всех траурных мероприятиях в связи с перезахоронением императрицы Марии Фёдоровны. В настоящее время живёт в городке Болгери, под Тосканой.
Знает французский, итальянский, английский языки.
Брак и дети
21 января 1952 года в Архангело-Михайловской церкви в Каннах обвенчалась с князем Николаем Романовичем Романовым, старшим сыном князя Романа Петровича и княгини Прасковьи Дмитриевны, урождённой графини Шереметевой. Гражданская церемония регистрации прошла 31 декабря 1951 года во Флоренции. У супругов в браке родилось три дочери:
- Наталья Николаевна (род. 4 декабря 1952), муж — Джузеппе Консоло. Двое детей:
  - Энцо-Манфреди Консоло (1978—1997), покончил жизнь самоубийством в 19 лет
  - Николетта Консоло-Романова (род. 14 мая 1979) — известная итальянская актриса.
- Елизавета Николаевна (род. 7 августа 1956), муж — Мауро Боначини. Двое детей:
  - Николо Боначини (род. 4 января 1986)
  - София Боначини (род. 21 декабря 1987)
- Татьяна Николаевна (род. 12 апреля 1961), 1-й муж — Джанбаттиста Алессандри (разв.), 2-й муж — Джанкарло Тиротти. Дочь:
  - Аллегра Тиротти (род. 2 сентября 1992)

#### Елена Константиновна Дурнева
Елена Константиновна Дурнева (05.05.1927, Токио, Япония — 31.05.1992, Окленд, США) — первая жена князя Андрея Андреевича.
Родилась 5 мая 1927 года в Токио в семье русских эмигрантов. Отец — Константин Афанасьевич Дурнев (1896—1970), уроженец Курской губернии, воевал в составе Белой армии на Восточном фронте, участвовал в Великом Сибирском Ледяном походе. Мать — Феликса Станиславовна (1903—2002), урождённая Запальская, происходила из семьи польских поселенцев на острове Сахалин.
Елена окончила частную школу, владела русским, японским, английским и французским языками. Во время одной из бомбардировок Токио она едва не погибла. В 1947 Елена вместе с семьёй эмигрировала в США на борту корабля «Генерал Мейгс». Здесь Елена, активно включившаяся в жизнь местной русской общины, познакомилась с князем Андреем Андреевичем. 9 сентября 1951 года они поженились, венчание прошло в православном соборе Сан-Франциско. 27 апреля 1953 года у пары родился сын Алексей. В 1959 году Андрею предложили высокооплачиваемую работу в Японии, однако Елена не пожелала сопровождать его, что привело к разводу. В 1968 году Елена вышла замуж за Одома Модлинга (1923—2007), техника-сержанта ВВС США и одного из выживших при атаке на Перл-Харбор. На протяжении 25 лет она работала стюардессой в компании Japan Airlines.

## Комментарии
1. ↑  В некоторых источниках утверждается, что сына зовут Михаил, но сам отец ребенка в интервью заявляет, что сын носит такое же имя как у него и у деда[11].